# Stomatanthes warmingii
Stomatanthes warmingii là một loài thực vật có hoa trong họ Cúc. Loài này được (Baker) H.Rob. miêu tả khoa học đầu tiên năm 1970.